# Skrętodziób
Skrętodziób (Anarhynchus frontalis) – gatunek małego ptaka z rodziny sieweczkowatych (Charadriidae). Jako jedyny ptak na świecie ma dziób zakrzywiony w bok – stąd nazwa ptaka. Występuje endemicznie w środkowej części Wyspy Południowej i północnej części Wyspy Północnej (Nowa Zelandia). Jest narażony na wyginięcie.

## Systematyka
Gatunek ten opisali Jean René Constant Quoy i Joseph Paul Gaimard w 1830 roku w pierwszym z czterech poświęconych zoologii tomów, stanowiących część serii będącej relacją z podróży dookoła świata korwetą L’Astrolabe pod dowództwem d’Urville’a w latach 1826–1829 (niektórzy podają rok 1832 jako prawdopodobną datę ukazania się tego tomu drukiem). Autorzy nadali skrętodziobowi nazwę Anarhynchus frontalis, czyniąc go gatunkiem typowym nowo utworzonego rodzaju Anarhynchus. Jako miejsce typowe wskazali zatokę Hauraki na Wyspie Północnej.
Nie wyróżnia się podgatunków.

### Etymologia
- Anarhynchus: gr. ανα- ana- – wstecz; ῥυγχος rhunkhos – dziób[9].
- frontalis: łac. frontalis – z przodu, czołowy, od frontalia lub frontale – łeb, od frons, frontis – czoło (odnosi się do charakterystycznego, kontrastowo plamistego czoła, zwykle czarnego lub czerwonego)[10].

## Charakterystyka

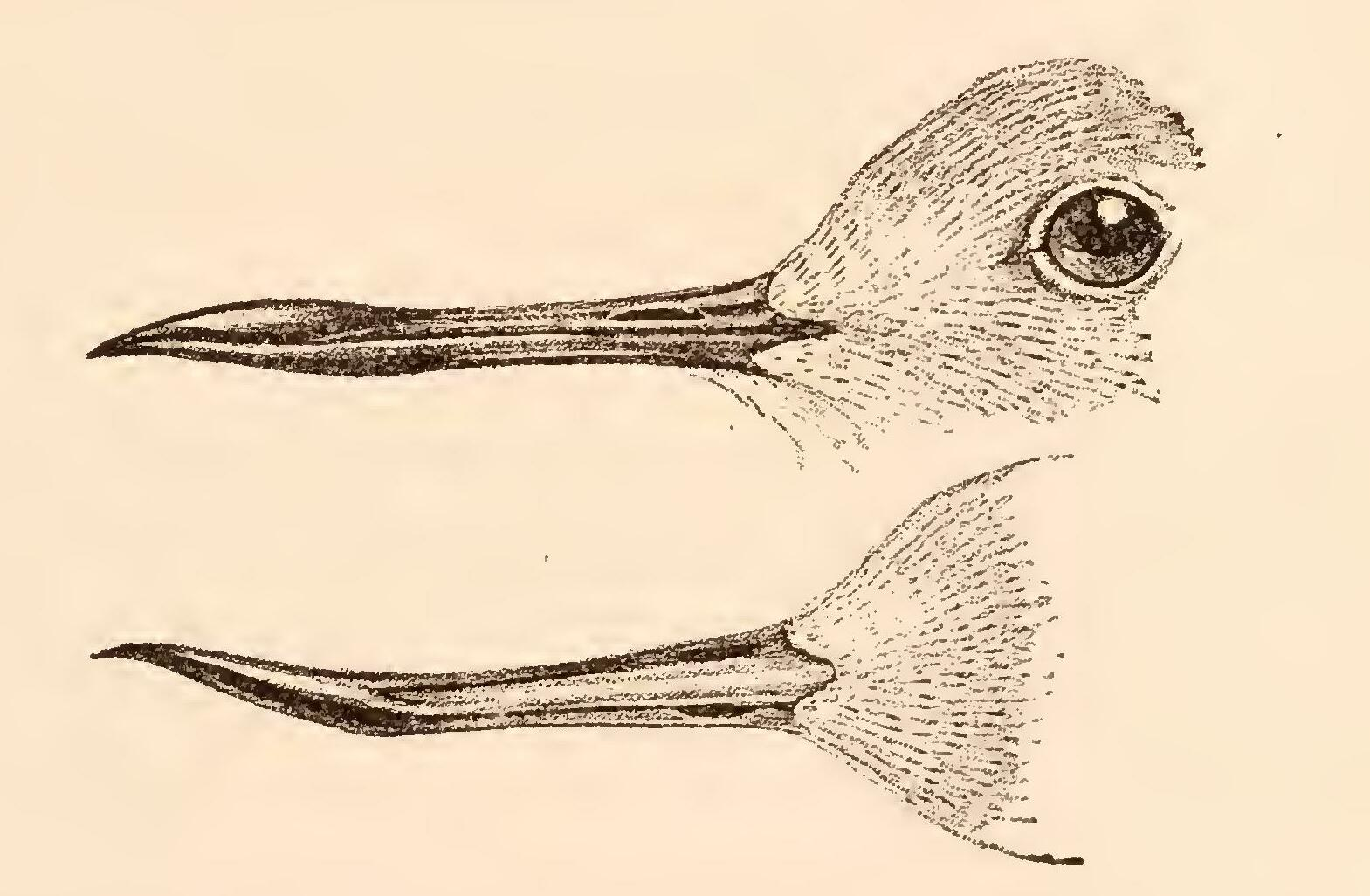
Dziób skrętodzioba jest anomalią wobec symetrii dwubocznej jaka charakteryzuje kręgowce

Skrętodziób jest wielkości pliszki siwej, z większą rozpiętością skrzydeł; także cięższy. Brak dymorfizmu płciowego. Dorosłe ptaki w szacie godowej mają szaropiaskową głowę z białą brwią. Dziób jest czarny i na końcu zakrzywiony w prawo, co jest przystosowaniem do wydobywania pokarmu spod kamieni. Ma białe gardło i brzuch, które są od siebie oddzielone czarną półobrożą. Ogon (sterówki), pokrywy ogonowe także białe. Wierzch ciała szaropiaskowy, z jaśniejszymi brzegami piór i ciemniejszymi lotkami pierwszorzędowymi. Dorosłe w szacie spoczynkowej i ptaki młodociane nie mają obroży i pasa na czole.

### Głos
Najczęściej odzywa się łiit, które powtarza w różnym tempie i przenikliwości. W zachowaniach agresywnych wydaje dźwięk czirring. Pieśń godowa jest miękkim trelem złożonym z kłit-łurr.

### Wymiary
Długość ciała: 20–21 cm
Rozpiętość skrzydeł: 50 cm
Masa ciała: 43–71 g

## Występowanie

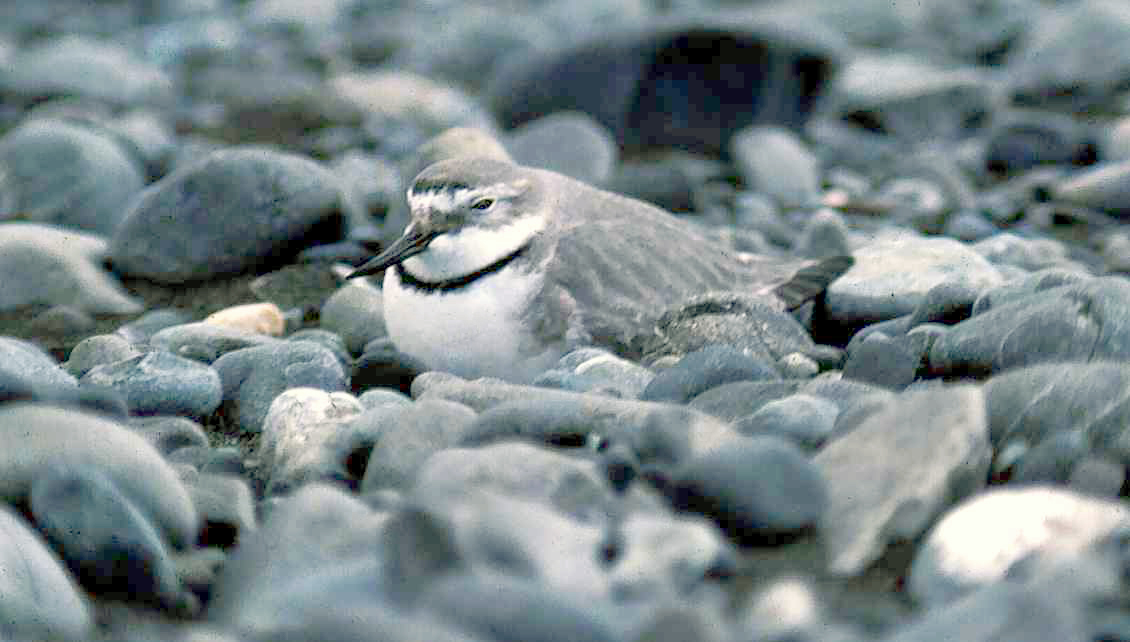
Kamieniste plaże to ulubione środowisko skrętodziobów

Zamieszkuje centralne i północne partie Wyspy Południowej i Wyspy Północnej. Zasięg występowania szacuje się na ok. 23 000 km². Jest gatunkiem endemicznym.
W zależności od pory roku zasiedla różne biotopy: gniazduje w głębi lądu, nad kamienistymi brzegami rzek Wyspy Południowej, poza lęgami przebywa w ujściach rzek, a także wokół lagun Wyspy Północnej.

## Pożywienie
Zjada bezkręgowce wodne: pierścienice, owady, skorupiaki i mięczaki. Także pająki, mniejsze ryby i ich ikrę. W poszukiwaniu jedzenia przeczesuje błoto i wkłada swój zakrzywiony dziób pod kamienie, by wyciągać ukrywające się tam skorupiaki.

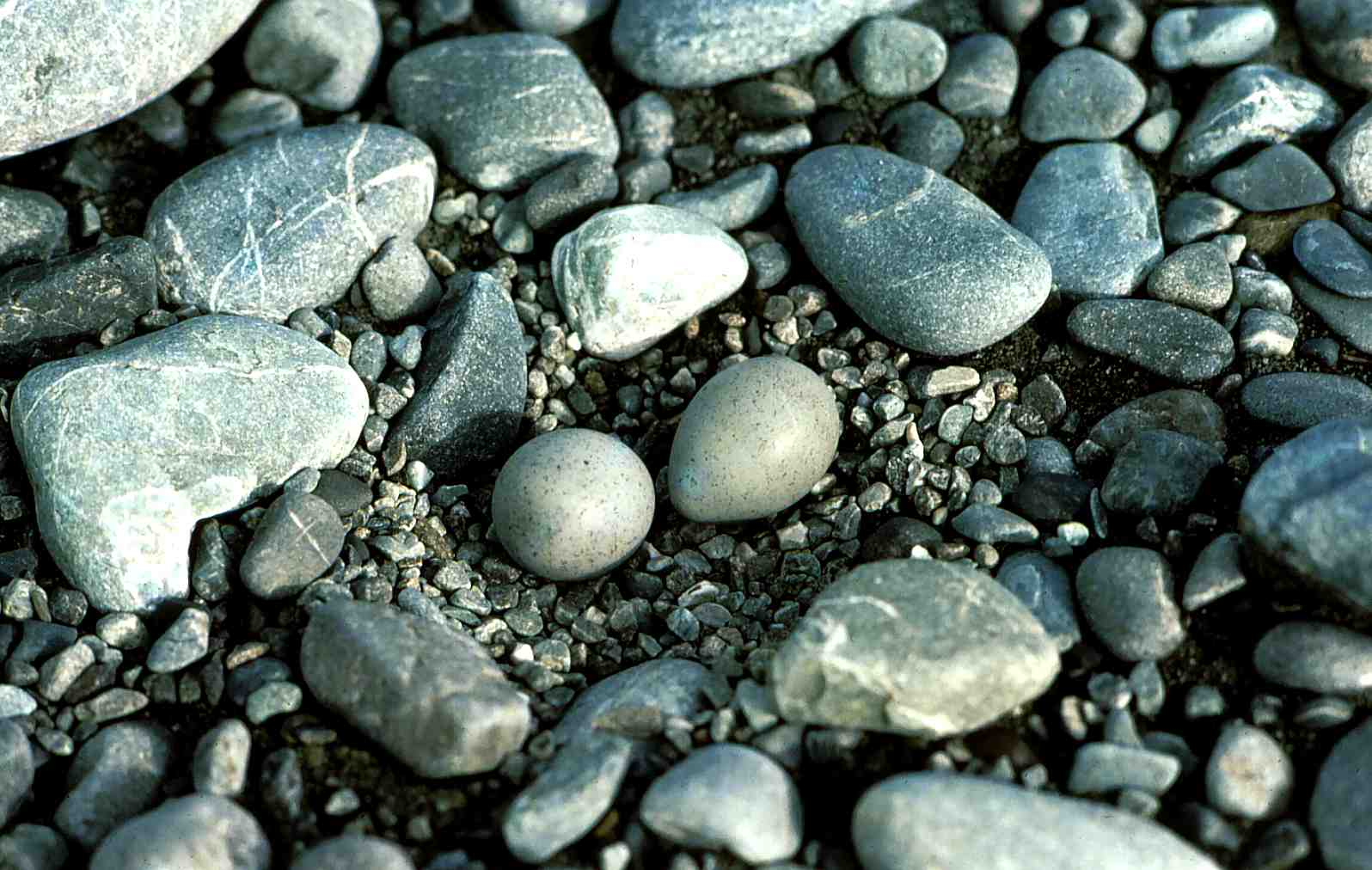
Jaja skrętodzioba mają maskującą barwę

## Lęgi
Wyprowadza zwykle 2 lęgi w roku. Okres lęgowy trwa od września do października, lęgi odbywają się głównie w środkowej części Wyspy Południowej. Gniazdo ma formę płytkiego dołka wyłożonego kamieniami. Samica składa 2 szarozielonkawe jaja w małe, czarne kropki. Inkubacja trwa 30–36 dni, wysiadują oboje rodzice. Młode są zdolne do lotu po 35–37 dniach od momentu wyklucia.

## Status, zagrożenie i ochrona
Międzynarodowa Unia Ochrony Przyrody (IUCN) od 1994 roku uznaje skrętodzioba za gatunek narażony (VU – Vulnerable); wcześniej, od 1988 roku klasyfikowano go jako gatunek najmniejszej troski (LC – Least Concern). Jego populacja maleje, obecnie wynosi 4500–5000 osobników (w tym 3000–3300 osobników dorosłych). Zagraża mu głównie niszczenie stanowisk lęgowych oraz introdukowane na Nową Zelandię drapieżniki.